# Johann Stöger (Politiker)
Johann Stöger war ein österreichischer, nationalsozialistischer Politiker, Kreisbauernführer und Landwirt aus Pöttelsdorf. Er wurde am 15. März 1938 von Gauleiter Tobias Portschy zum Mitglied des Burgenländischen Landtags ernannt.